# Staurogyne parviflora
Staurogyne parviflora är en akantusväxtart som beskrevs av Carl Ernst Otto Kuntze. Staurogyne parviflora ingår i släktet Staurogyne och familjen akantusväxter. Inga underarter finns listade i Catalogue of Life.